# ناصرآباد (گچساران)
ناصرآباد یا دلیک روستایی در دهستان امامزاده جعفر بخش مرکزی شهرستان گچساران استان کهگیلویه و بویراحمد ایران است.

## جمعیت
بر پایه سرشماری عمومی نفوس و مسکن در سال ۱۳۹۵ جمعیت این روستا ۳۹۹ نفر (۱۰۴خانوار) بوده‌است.